# Sowjetisches Ehrenmal (Treptower Park)

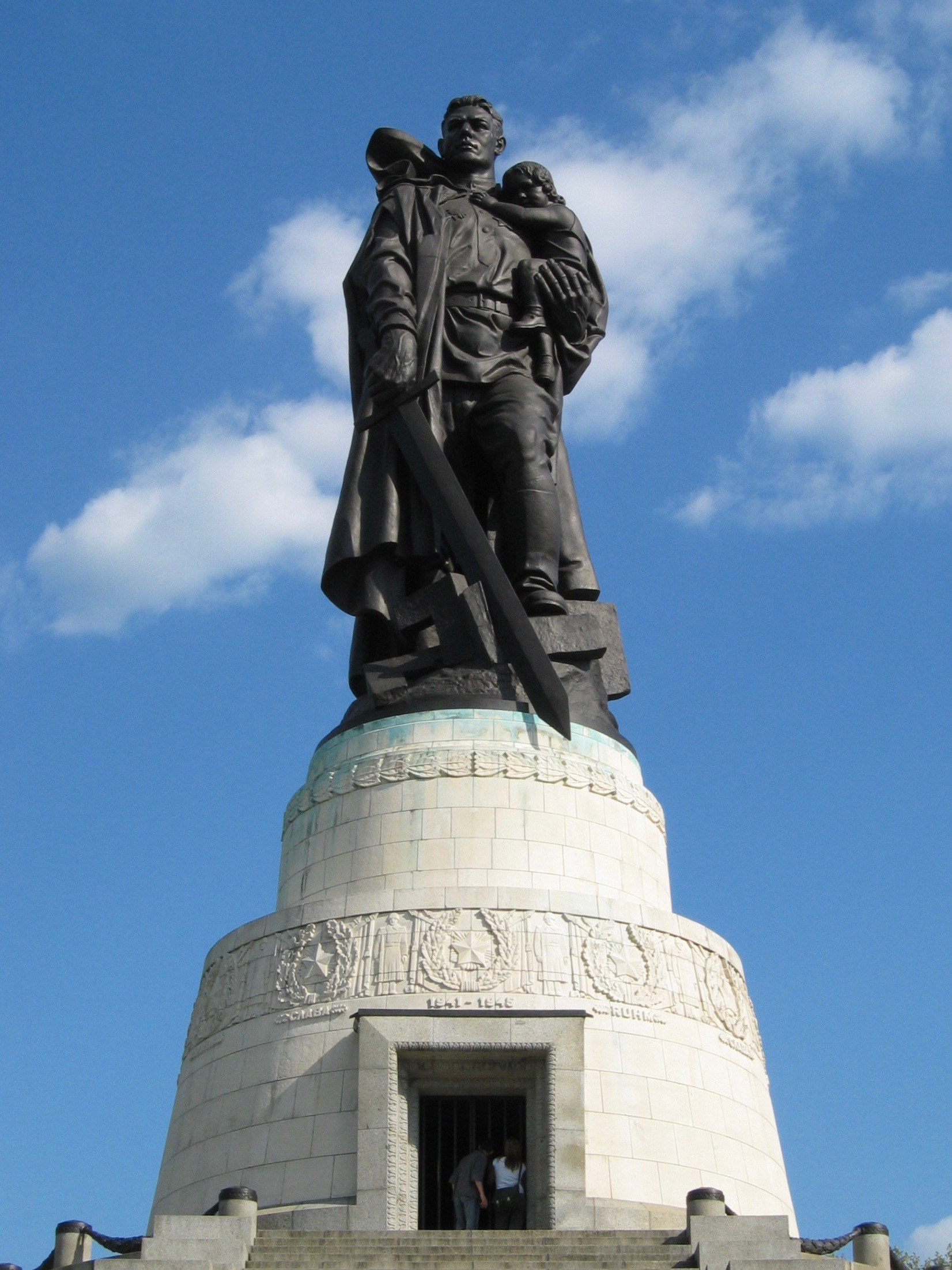
Standbeeld van soldaat met kind en gebroken hakenkruis

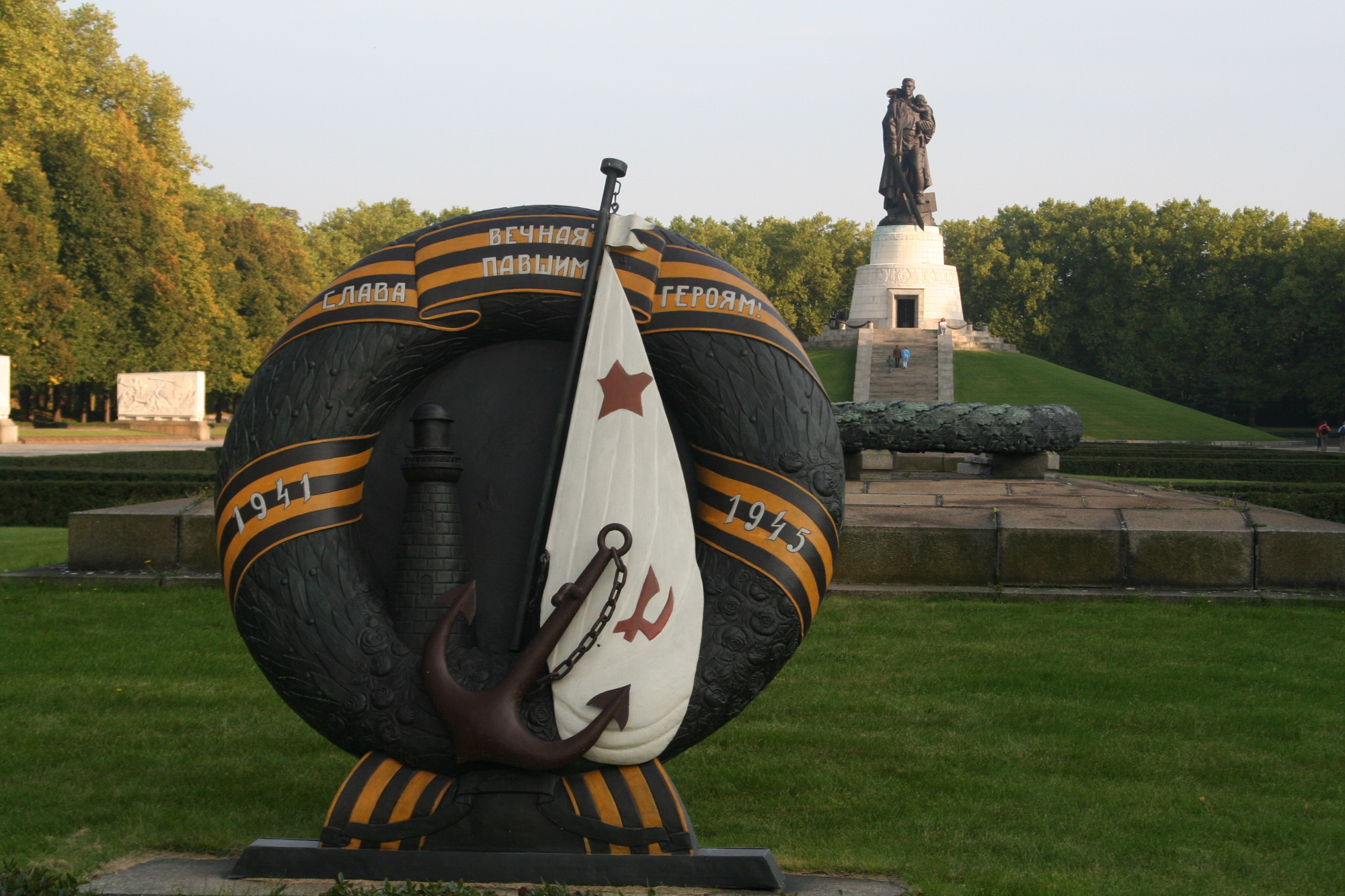
De heuvel met het standbeeld

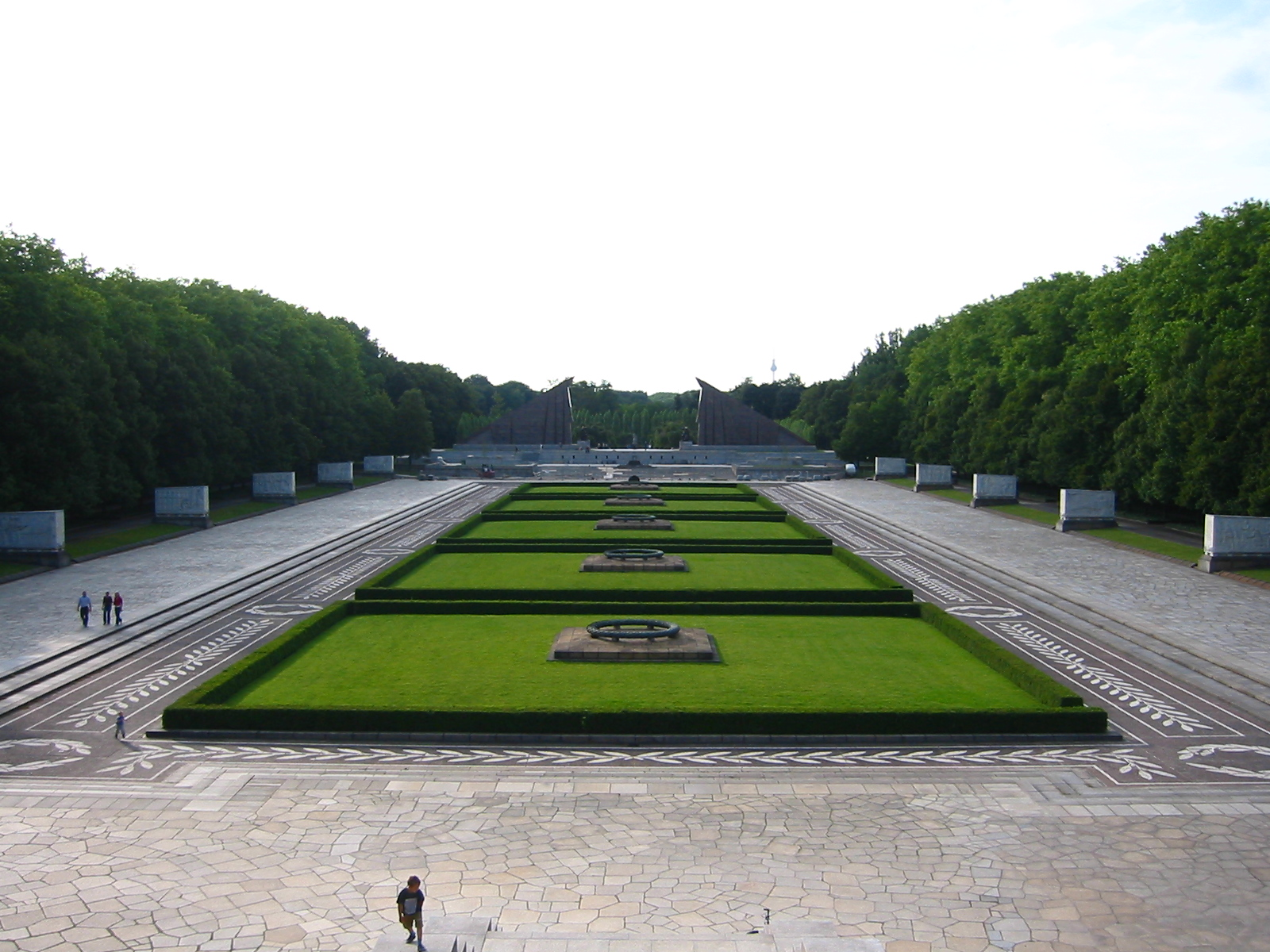
Overzicht vanaf de heuvel

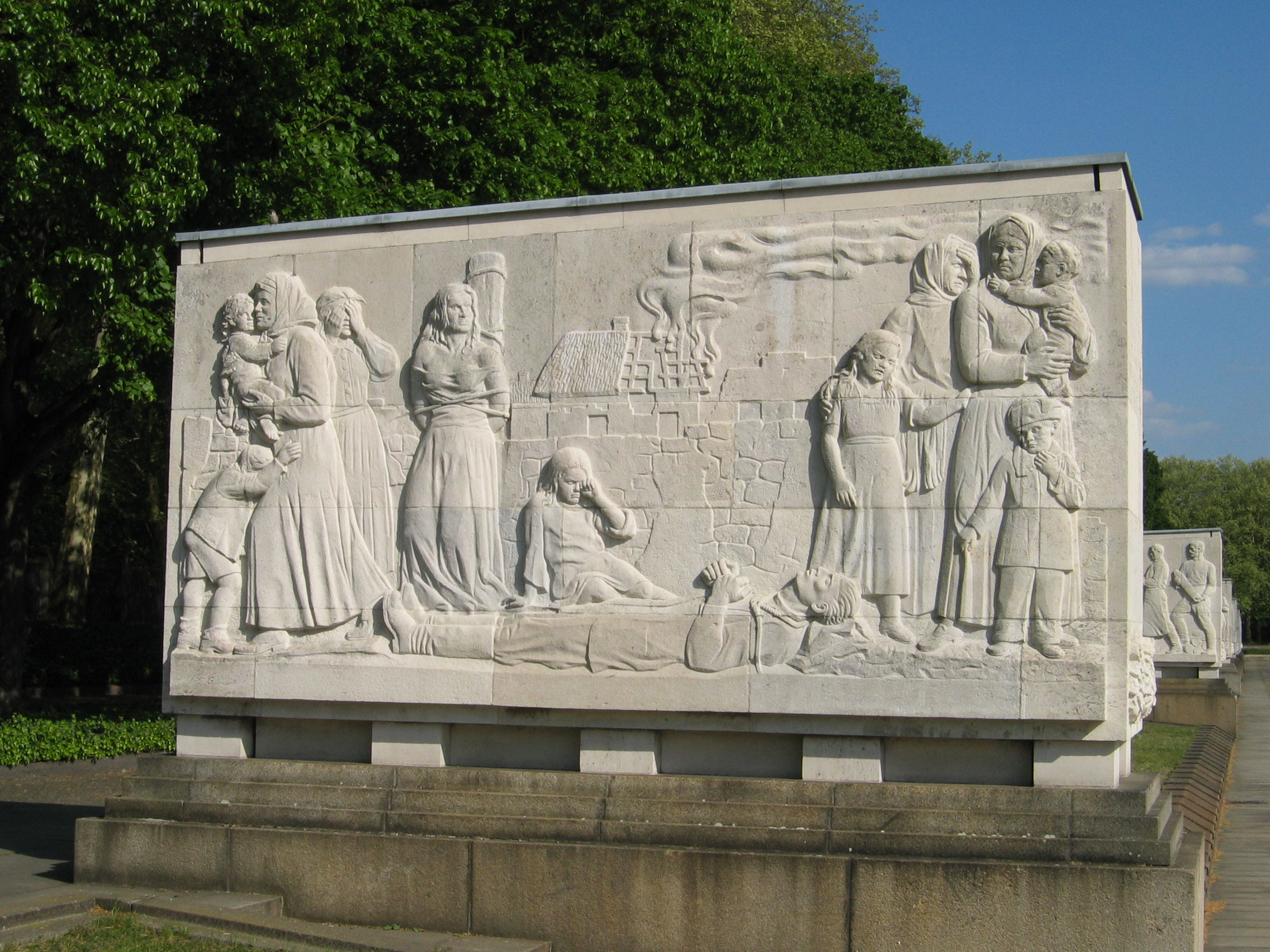
Een van de sarcofagen

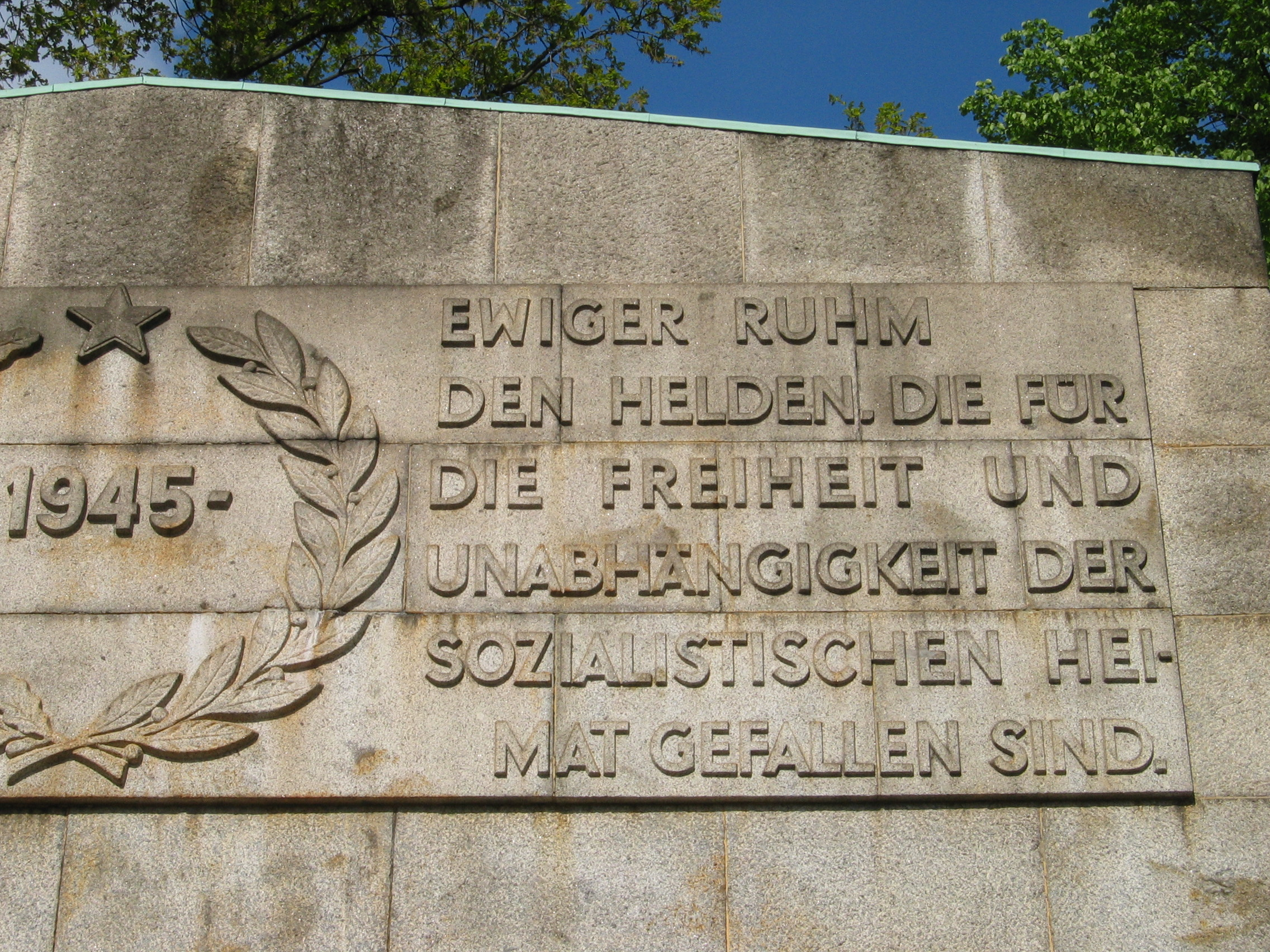
Inschrift in poort

Het Sowjetisches Ehrenmal im Treptower Park (ook wel Treptower Ehrenmal genoemd) is een herdenkingsplaats in het Treptower Park in Berlijn. In mei 1949 kwam dit complex gereed. Het werd in opdracht van de Sovjetbezettingsmacht opgericht om de soldaten van het Rode Leger, die in de Tweede Wereldoorlog waren gevallen, te eren.

## Gedenkplaatsen voor gevallen Sovjetsoldaten in Berlijn
Na de Tweede Wereldoorlog werden door het Rode Leger drie gedenkplaatsen aangelegd. Bij de verovering van Berlijn op het naziregime hadden ten slotte tienduizenden Sovjetsoldaten het leven gelaten. Deze gedenkplaatsen dienen niet alleen om aan de zegetocht tegen het nationaalsocialisme te herinneren, maar zijn tegelijkertijd bedoeld als begraafplaats voor de gevallen soldaten. Het complex in het Treptower Park was het belangrijkste van de drie. Daarnaast zijn er de gedenkplaats in de Tiergarten en de Russische militaire begraafplaats in Schönholzer Heide.

## Bouwgeschiedenis
Voor het ontwerpen van de gedenkplaats werd door de Sovjet-bezettingsmacht een wedstrijd uitgeschreven. 52 inzendingen kwamen binnen, waaruit in juni 1946 het ontwerp van het kunstenaarscollectief met daarin architect Jakov S. Belopolski, beeldhouwer Jevgeni Viktorovitsj Voetsjetitsj, schilder Aleksander A. Gropenko en ingenieur Sarra S. Valerius werd gekozen.
De gedenkplaats werd aangelegd op de plaats van de al bestaande grote sport- en speelweide in het Treptower Park. In mei 1949 was het geheel klaar.
In oktober 2003 is het standbeeld van de soldaat van het Rode Leger in een bedrijf op Rügen gerestaureerd en met een schip weer naar Berlijn gebracht. Sinds 4 mei 2004 staat het weer op zijn sokkel.

## Het complex
Vanaf de Puschkinallee komend, loopt men door een grote granieten poort. Daarin staat in het Duits en Russisch een tekst om de helden te eren: ‘‘Ewiger Ruhm den Helden, die für Freiheit und Unabhängigkeit der sozialistischen Heimat gefallen sind’’. Dan komt men op een soort voorplaats met daarop een 3 meter hoog vrouwenbeeld. Het beeld stelt ‘‘Mutter Heimat’’ (Moeder Vaderland) voor, een moeder die om haar gevallen zoon treurt.
Vanaf hier opent zich de zichtas naar het hoofdmonument.
Eerst komt men echter nog bij twee gigantische gestileerde roodgranieten vaandels, waarvoor zich een knielende soldaat bevindt. Aan de linkerkant een oudere, aan de rechterkant een jongere soldaat. In vol ornaat en met machinepistool bewijzen ze hun gevallen kameraden de laatste eer en waken over hun graven.
Van hieraf loopt men over een denkbeeldig grafveld (de werkelijke graven van de gevallenen liggen aan de zijkanten en onder de grafheuvel).
Het veld wordt geflankeerd door 16 marmeren sarcofagen, symbool staand voor de 16 toenmalige Sovjetrepublieken. Op deze sarcofagen zijn reliëfs met afbeeldingen van de krijgsgeschiedenis van de Sovjetvolken afgebeeld. Aan de kopse kanten zijn uitspraken van Stalin te lezen, links in het Russisch, rechts in het Duits.
Het eigenlijke monument ten slotte is geplaatst op een (kunstmatige) grafheuvel. Het beeld is 12 meter hoog en weegt 70 ton. Het stelt een soldaat voor, die in de rechterhand een zwaard en in de linkerhand een kind vasthoudt. Met zijn laarzen vertrapt hij een hakenkruis.
Het kind staat daarbij symbool voor "het onschuldige volk", dat zich nu "in de armen van de redder in een betere toekomst kan verheugen". Onder het beeld is een begaanbare koepel, waar een mozaïek te zien is.
Het monument is het eindpunt van het in totaal 10 hectare grote complex. In totaal liggen meer dan 7.000 soldaten hier begraven.